# Xerom Civil
Xerom Civil (Burdeos, 2 de abril de 1994) es un jugador francés de rugby de ascendencia española que se desempeña como pilier en el club Rugby Club Bassin d'Arcachon de Nationale 2. Además de competir con su club en Francia, es internacional absoluto con la Selección Española, donde acumula 13 caps.